# 貝倫 (密西西比州)
貝倫（英語：Belen）是位於美國密西西比州奎特曼縣的非建制地區。

## 歷史
貝倫的郵局於1877年設立，其後於1883年停運。

## 地理
貝倫所處的海拔為高於海平面51米（即167英呎），而該地所採用的時區為UTC-6，即北美中部時區（CST）。同時該地設有夏令時間，為UTC-6調快一小時，即UTC-5（CDT）。